# Feldkirchen (Feldkirchen-Westerham)
Feldkirchen ist mit 2.968 Einwohnern (Stand 18. Juni 2024) der zweitgrößte Ortsteil der Gemeinde Feldkirchen-Westerham.

## Geographie
Das Kirchdorf liegt auf einer Höhe von 547,2 m ü. NN und liegt im Westen der Gemeinde. Durch Feldkirchen fließt der Feldkirchener Bach, der in die Mangfall mündet. Feldkirchen ist der Mittelpunkt der Gemeinde, erkennbar am Dorfplatz, am Rathaus und den Geschäften in der Ortsmitte.

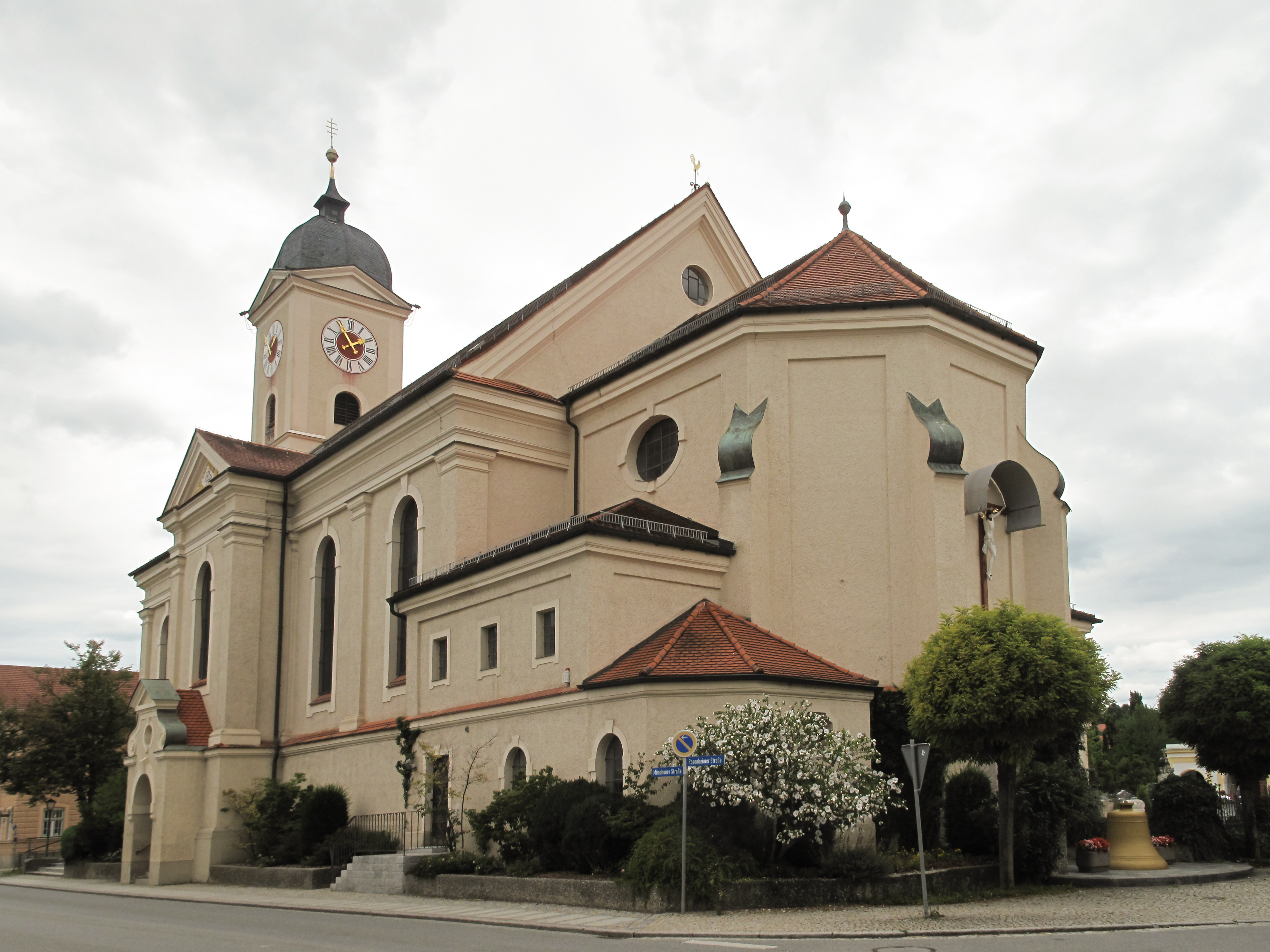
Feldkirchen, Pfarrkirche Sankt Laurentius

## Geschichte
Erstmals urkundlich erwähnt wird Feldkirchen im Jahr 795. Im Jahr 1215 weihte Otto von Freising eine romanische Kirche. Von 1619 bis 1821 war Feldkirchen eine Klosterpfarrei des Augustinerchorherrenstifts Weyarn.

## Sehenswürdigkeiten
- Pfarrkirche St. Laurentius: geweiht 1906. Der Pfarrhof neben der Kirche stammt bereits aus dem Jahr 1642. Die Pfarrkirche ahmt die Münchener Michaels-Kirche nach.

## Einrichtungen
- Grund- und Hauptschule
- Volkshochschule
- Musikschule
- Gemeindebücherei
- Mangfallhalle